# Caroline Graham
Caroline Graham (Nuneaton, 17 luglio 1931) è una scrittrice, sceneggiatrice, attrice, agente teatrale e produttrice radiofonica inglese, autrice di numerosi romanzi e sceneggiature.

## Vita e opere
Nata il 17 luglio 1931 a Nuneaton, nel Warwickshire, risiede attualmente nel Suffolk. Frequentò la Nuneaton High School for Girls e successivamente la Open University. In gioventù, dopo aver lasciato la scuola, lavorò per circa tre anni come operaia; poi fra il 1953 e il 1955 servì nella Royal Navy, la Marina militare britannica.
In seguito svolse varie attività legate alla radio e al teatro: fu lei stessa attrice, agente teatrale e produttrice radiofonica indipendente, prima di dedicarsi esclusivamente alla scrittura, a partire dal 1971.
Inizialmente scrisse soprattutto per la radio e la televisione: cinque drammi radiofonici, svariati episodi di "Crossroads" (una soap opera di successo), e una situation comedy televisiva intitolata "The Common Lot".
Il suo primo romanzo "Fire Dance" è del 1982: si tratta di una storia romantica alla quale nel 1984 seguì "The Envy of the Stranger", un thriller la cui trama coinvolgeva il famoso ospite di uno show radiofonico ed un cacciatore di celebrità. Il romanzo conobbe in seguito un adattamento per la radio curato dalla stessa Graham. Nel 1989 vince il Premio Macavity per il Miglior romanzo d'esordio con The Killings at Badger's Drift.
A metà degli anni ottanta Caroline Graham scrisse anche un paio di libri per bambini.

### I romanzi dell'ispettore Barnaby e la serie TV
Al di là delle molteplici attività, in ogni caso, la sua fama di scrittrice - in patria e all'estero - è soprattutto legata alla serie di romanzi polizieschi aventi come protagonisti l'Ispettore Capo Tom Barnaby e il suo sergente Gavin Troy. Ambientati nell'immaginaria contea di Midsomer, ricchi di echi derivanti da Agatha Christie, i romanzi sono tuttavia assolutamente contemporanei.
Pubblicato nel 1987, "The Killings at Badger's Drift" fu inserito nella Classifica delle 100 Migliori Storie Poliziesche di Ogni Tempo, e nel 1989 ricevette il Mistery Riders of America Macavity Award, premio spettante al miglior romanzo mistery di debutto.
Il romanzo, la cui trama era imperniata sugli sconvolgimenti portati in un tranquillo villaggio della campagna inglese dal brutale omicidio di un'amabile e benvoluta zitella, divenne poi il pilot di "Midsomer Murders", trasmesso in Gran Bretagna il 23 marzo 1997.
Anche altri romanzi fornirono lo spunto per le sceneggiature della serie TV, trasmessa anche in Italia con il titolo L'ispettore Barnaby: "Written in Blood", "Death of a Hollow Man", "Faithful Unto Death" e "Death in Disguise" divennero altrettanti episodi della Prima Stagione (1998).
In seguito le sceneggiature usate divennero originali e si distaccarono gradualmente dai romanzi, aggiungendo personaggi o facendo evolvere quelli già esistenti.
Nel corso di un'intervista inserita nel documentario "Midsomer Murders" ("I Segreti dell'Ispettore Barnaby"), prodotto nel 2007 a margine della serie, Caroline Graham si è detta piacevolmente sorpresa dal successo ottenuto a partire dai suoi libri; ha però dichiarato che non scriverà altri romanzi dell'Ispettore Barnaby perché considera già conclusa quella parte del suo lavoro.

## Opere

### Romanzi
- Fire Dance (1982)
- The Envy of the Stranger (1984)
- Murder at Maddingley Grange (1990)

### Libri per bambini
- BMX Star Rider (1985)
- BMX'ers Battle It Out (1985)

### I romanzi dell'ispettore Barnaby
A partire dal 2021, Polillo Editore si occupa della pubblicazione dei romanzi dell'ispettore Barnaby in una nuova edizione in lingua italiana.
1. Ragnatele d'inganni (titolo originale: The Killings at Badger's Drift - 1987), ristampato nel 2021 da Polillo Editore col titolo Tre omicidi per l'ispettore Barnaby[3]
2. Morte di un uomo da poco (titolo originale: Death of a Hollow Man - 1989), traduzione di Maria Silvia Avanzato, Baldini & Castoldi (2012), ristampato nel 2021 da Polillo Editore con lo stesso titolo.
3. Sotto mentite spoglie (titolo originale: Death in Disguise - 1992) traduzione di Maria Silvia Avanzato, stampato nel 2021 da Polillo Editore.
4. Scritto col sangue (titolo originale: Written in Blood - 1994) traduzione di Maria Silvia Avanzato, stampato nel 2022 da Polillo Editore.
5. Fedele fino alla morte (titolo originale: Faithful unto Death - 1996) traduzione di Emanuele Cerullo e Giada Pollini, stampato nel 2022 da Polillo Editore.
6. Una seconda possibilità (titolo originale: A Place of Safety - 1999) traduzione di Flavia Sabatini, stampato nel 2023 da Polillo Editore.
7. Orrori di ogni giorno (titolo originale: A Ghost in the Machine - 2004) traduzione di Alessandro Bellardi Falconi, stampato nel 2023 da Polillo Editore.